# سن-زنون-دو-لاک-امکی، کبک
سَن-زِنون-دو-لاک-امکی (به فرانسوی: Saint-Zénon-du-Lac-Humqui) قصبه‌ای در منطقه شهری لا ماتاپدیا ناحیه با-سن-لوران در استان کبک کانادا است. در سرشماری سال ۲۰۱۱ این قصبه ۴۳۶ نفر جمعیت داشته‌است و مساحت آن ۱۱۲٫۹۷ کیلومتر مربع است.